# ماهی‌واره

چهار نیروی وارد بر هوابر۱-مقاومت هوا (درگ) ۲- بالا برنده (لیفت) ۳-جلو برنده (تراست) ۴- وزن

نمونه‌هایی از انواع هوابرد به کار رفته در سازه‌های مختلف همچنین در طبعیت مانند دلفین

ایروفیل یا ماهی‌واره یا هَوابُرد یا اِیرفُویل نام شکل ویژه‌ای است که مقطع بال هواپیما یا برخی از تیغه‌های صنعتی مثل ملخ‌ها و پروانه‌ها دارند.
جسمی که این شکل را داشته باشد با حرکت در شاره‌ای مانند هوا یا آب (برپایه اصل برنولی) نیروی برآر ایجاد می‌کند. عامل اصلی پرواز هواپیما همین شکل ماهیواره مقطع بال آن است که با حرکت در هوا و ایجاد نیروی برآری که بیشتر از نیروی وزن هواپیما (و در جهت مخالف نیروی وزن) است باعث پرواز هواپیما می‌شود.
قسمت جلویی ایرفویل لبه حمله نامیده می‌شود و اولین محل تماس با هوا می‌باشد و از نظر طراحی ظرافت و حساسیت بالایی دارد. قسمت انتهایی، لبهٔ فرار نامیده می‌شود و مانند یک لبهٔ تیز است و در انتهای این محل هوای قسمت بالایی و قسمت پایینی به یکدیگر می‌رسند. روی آن «سطح روئین» یا «انحنای رویی» نامیده می‌شود و زیر آن «سطح زیرین» یا «انحنای زیرین» نامیده می‌شود.
در مهندسی هوافضا ایرفویل جایگاه ویژه‌ای دارد. به طوری که پایه اساس پرواز و بهینه‌سازی آن از مطالعه روی ایرفویل‌ها آغاز شد. برادران رایت هم قبل از اولین پرواز مطالعات و آزمایشاتی روی ایرفویل‌های مختلف داشتند و توسط تونل بادی که خودشان ساخته بودند دست به آزمایش می‌زدند.

## بررسی اجمالی

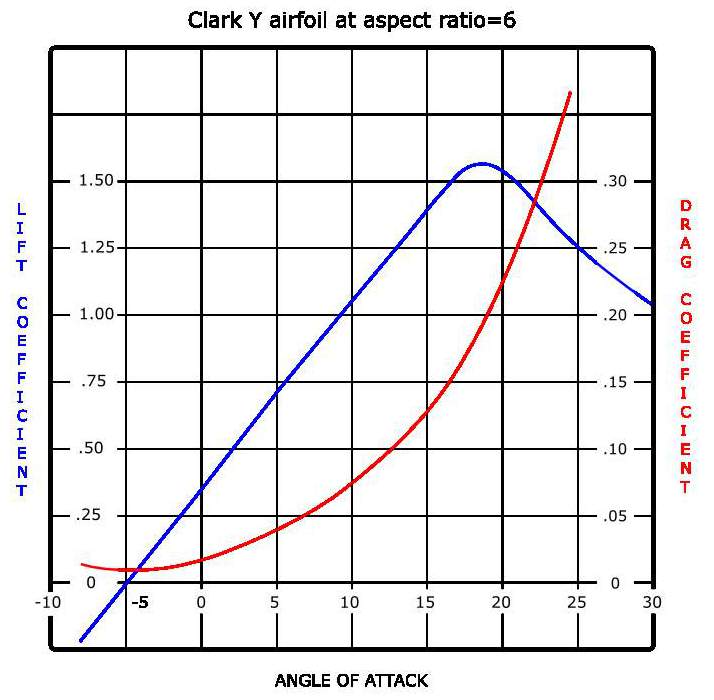
منحنی ماهی‌واره

بال‌ها، تثبیت کننده‌های افقی و عمودی یک هواپیما با بال ثابت با مقاطع عرضی ایرفویل ساخته می‌شوند، و همچنین پره‌های روتور هلی کوپتر. ایرفویل در پروانه‌ها، فن‌ها، کمپرسورها و توربین‌ها نیز یافت می‌شود. بادبان‌ها نیز ایرفویل هستند و سطح زیر آب قایق‌های بادبانی مانند تخته میانی و فلکه از نظر سطح مقطع شبیه به هم هستند و با همان اصول ایرفویل کار می‌کنند. موجودات شنا و پرنده و حتی بسیاری از گیاهان و ارگانیسم‌های ساکن از هواپیماهای هوایی استفاده می‌کنند: نمونه‌های متداول آن بال پرندگان، بدن ماهی‌ها است. بال هواپیما به شکل فویل می‌تواند نیروی رانشی را بر روی اتومبیل یا وسیله نقلیه موتوری دیگر ایجاد کند و باعث بهبود کشش شود.
هنگامی که باد توسط جسمی مانند صفحه صاف، ساختمان یا عرشه پل انسداد یابد، جسم کشش و همچنین یک نیروی آیرودینامیکی عمود بر باد را تجربه خواهد کرد. این بدان معنا نیست که جسم به عنوان ایرفویل واجد شرایط باشد. ایرفویل‌ها اشکال بالابرنده بسیار کارآمدی هستند، که می‌توانند نسبت به صفحات مسطح با همان اندازه از همان ناحیه، بالابر تولید کنند و با کشیدن قابل توجهی کمتر قادر به تولید بالابر هستند. ایرفویل‌ها برای استفاده در طراحی هواپیماها، ملخ‌ها، پره‌های روتور، توربین‌های بادی و سایر کاربردهای مهندسی هوانوردی قابل استفاده هستند.
منحنی لیفت و درگ به دست آمده در آزمایش تونل باد در سمت راست نشان داده شده‌است. منحنی نشان دهنده یک ایرفویل با یک کمربند مثبت است بنابراین برخی از لیفت‌ها با زاویه صفر حمله تولید می‌شوند. با افزایش زاویه حمله، بالابر در یک رابطه تقریباً خطی افزایش می‌یابد که شیب منحنی بالابر نامیده می‌شود. در حدود ۱۸ درجه این ایرفویل متوقف می‌شود و بالابر به سرعت فراتر از آن می‌افتد. افت بالابر را می‌توان با عملکرد لایه مرزی سطح فوقانی توضیح داد، که از سطح فوقانی در زاویه اصطبل و پشت آن جدا شده و به شدت ضخیم می‌شود. ضخامت جابجایی لایه مرزی ضخیم شده، شکل ایرفویل را تغییر می‌دهد، بویژه میزان کمتری را که باعث کاهش جریان و بالابر می‌شود، کاهش می‌دهد. لایه مرزی ضخیم‌تر نیز باعث افزایش زیادی در کشش فشار می‌شود، به طوری که کشش کلی به شدت در نزدیکی و عبور از نقطه اصطکاک افزایش می‌یابد.
طراحی ایرفویل یکی از جنبه‌های اصلی آیرودینامیک است. ایرفویل‌های مختلف رژیم‌های مختلف پرواز را ارائه می‌دهند. ایرفویل‌های نامتقارن می‌توانند با زاویه صفر حمله باعث ایجاد لیفت شوند، در حالی که یک ایرفویل متقارن ممکن است برای پروازهای معکوس مکرر مانند هواپیماهای ایروباتیک مناسب باشد. در منطقه آیلرون‌ها و نزدیک نوک بال می‌توان از ایرفویل متقارن برای افزایش دامنه زاویه‌های حمله برای جلوگیری از چرخش-چرخاندن استفاده کرد؛ بنابراین می‌توان از طیف وسیعی از زاویه‌ها بدون جداسازی لایه مرزی استفاده کرد. ایرفویل‌های زیرصنعتی دارای یک لبه گرد هستند که به‌طور طبیعی نسبت به زاویه حمله حساس نیستند. سطح مقطع دقیقاً دایره ای نیست: شعاع انحنا قبل از رسیدن بال به حداکثر ضخامت افزایش می‌یابد تا احتمال جدایی لایه مرزی به حداقل برسد. این باعث کشیده شدن بال می‌شود و نقطه حداکثر ضخامت را از لبه جلو به عقب منتقل می‌کند.
ایرفویل‌های مافوق صوت از نظر زاویه ای بسیار بیشتر هستند و می‌توانند دارای یک لبه جلوی بسیار تیز باشند که به زاویه حمله بسیار حساس است. یک ایرفویل فوق بحرانی حداکثر ضخامت خود را نزدیک به لبه جلو دارد تا طول زیادی داشته باشد تا جریان مافوق صوت را به آرامی به سرعت زیر صوت شوک دهد. عموماً چنین ایرفویل‌های ترانسونیک و همچنین ایرفویل‌های مافوق صوت دارای کامبر کم برای کاهش واگرایی کشش هستند. بالهای هواپیمای مدرن ممکن است دارای بخشهای مختلف ایرفویل در امتداد دهانه بال باشند، هر یک برای شرایط هر بخش از بال بهینه شده‌است.
دستگاه‌های بالابر متحرک، فلپ‌ها و گاهی اوقات اسلت‌ها، تقریباً در هر هواپیما روی ورقه‌های هوا نصب می‌شوند. فلپ لبه عقب مانند aileron عمل می‌کند. با این حال، اگر از آن استفاده نشود، می‌توان آن را تا حدی به بال جمع کرد.
بال جریان جریان دارای حداکثر ضخامت در خط کمبر میانی است. تجزیه و تحلیل معادلات Navier-Stokes در رژیم خطی نشان می‌دهد که یک گرادیان فشار منفی در طول جریان همان اثر کاهش سرعت را دارد؛ بنابراین با داشتن حداکثر کمبر در وسط، حفظ جریان آرام روی درصد بیشتری از بال با سرعت کروز بالاتر امکان‌پذیر است. با این حال، برخی از آلودگی‌های سطح جریان آرام را مختل کرده و آن را متلاطم می‌کند. به عنوان مثال، با باران روی بال، جریان متلاطم خواهد بود. تحت شرایط خاص، بقایای حشرات روی بال باعث از بین رفتن مناطق کوچک جریان آرام نیز می‌شود. قبل از تحقیقات ناسا در دهه‌های ۱۹۷۰ و ۱۹۸۰، جامعه طراحی هواپیما از تلاش‌های کاربردی در دوران جنگ جهانی دوم فهمید که طراحی بال‌های جریان جریان با استفاده از تلورانس‌های ساخت معمول و نقص سطح عملی نیست. این باور پس از توسعه روشهای جدید تولید با مواد کامپوزیت (به عنوان مثال ایرفویلهای جریان جریان آرام توسط F. X. Wortmann برای استفاده با بالهای ساخته شده از پلاستیک تقویت شده با الیاف) تغییر یافت. روشهای فلزی ماشینکاری شده نیز معرفی شدند. تحقیقات ناسا در دهه ۱۹۸۰، کاربردی بودن و سودمند بودن طرح‌های بال جریان جریان را نشان داد و راه را برای کاربردهای جریان آرام روی سطوح عملیاتی مدرن هواپیما، از هواپیماهای عمومی زیر صوتی هواپیمای عمومی گرفته تا هواپیماهای حمل و نقل بزرگ ترانسونیک، تا طرح‌های مافوق صوت باز کرد.
برای تعریف ایرفویل‌ها طرح‌هایی طراحی شده‌است - نمونه آن سیستم NACA است. از سیستم‌های مختلف تولید ایرفویل نیز استفاده می‌شود. نمونه ای از ایرفویل هدف کلی که کاربرد گسترده‌ای پیدا می‌کند و سیستم NACA را از قبل قدمت می‌بخشد، Clark-Y است. امروزه با استفاده از برنامه‌های رایانه ای می‌توان ایرفویل‌ها را برای عملکردهای خاص طراحی کرد.

## اصطلاحات ایرفویل
اصطلاحات مختلف مربوط به ایرفویل در زیر تعریف شده‌است:
- سطح مکش (به عنوان مثال سطح فوقانی) به‌طور کلی با سرعت بالاتر و فشار استاتیک پایین‌تر مرتبط است.
- سطح فشار (a.k.a. سطح پایین) نسبتاً سطح مکش دارای فشار استاتیک نسبتاً بالاتری است. شیب فشار بین این دو سطح به نیروی بالابری تولید شده برای یک ایرفویل خاص کمک می‌کند.

هندسه ایرفویل با اصطلاحات مختلفی شرح داده شده‌است:
- لبه جلو نقطه ای در قسمت جلوی ایرفویل است که دارای حداکثر انحنا (حداقل شعاع) است.[۵]
- لبه عقب به‌طور مشابه به عنوان نقطه حداکثر انحنا در عقب ایرفویل تعریف می‌شود.
- خط آکورد خط مستقیمی است که لبه‌های پیشرو و انتهایی را به هم متصل می‌کند. این بعد مرجع بخش ایرفویل است.

شکل ایرفویل با استفاده از پارامترهای هندسی زیر تعریف شده‌است:
- میانگین خط کمبر یا خط متوسط محل نقاط در میانه راه بین سطح بالا و پایین است. شکل آن به توزیع ضخامت در امتداد آکورد بستگی دارد.
- ضخامت یک ایرفویل در امتداد آکورد متفاوت است. ممکن است به هر دو روش اندازه‌گیری شود:

1. ضخامت عمود بر خط کامبر اندازه‌گیری می‌شود.[۶][۷] این امر بعضاً به عنوان «کنوانسیون آمریکا» توصیف می‌شود؛[۶]
2. ضخامت عمود بر خط وتر اندازه‌گیری می‌شود.[۸] این امر بعضاً به عنوان «کنوانسیون انگلیس» توصیف می‌شود.

برخی از پارامترهای مهم برای توصیف شکل ایرفویل، پارچه و ضخامت آن است. به عنوان مثال، یک ایرفویل از سری ۴ رقمی NACA مانند NACA 2415 (که به صورت ۲ - ۴ - ۱۵ خوانده می‌شود) یک ایرفویل با کمبر ۰۲/۰ وتر واقع در وتر ۰٫۴۰، با وتر حداکثر ۰٫۱۵ را توصیف می‌کند.
سرانجام، مفاهیم مهمی که برای توصیف رفتار ایرفویل هنگام حرکت در مایع استفاده می‌شود عبارتند از:
- مرکز آیرودینامیکی، که به ترتیب آکوردی است که لحظه فشار دادن در آن مستقل از ضریب بالابر و زاویه حمله است.
- مرکز فشار که محلی با آکورد است که لحظه فشار آن در آن صفر است.